# Prémio Gulbenkian para a Humanidade
O Prémio Gulbenkian para a Humanidade é um prémio atribuído anualmente pela Fundação Calouste Gulbenkian, no valor de 1 milhão de euros, a pessoas e/ou organizações de todo o mundo cujas contribuições para a mitigação e adaptação às alterações climáticas se destacam pela originalidade, inovação e impacto.

## Premiados
- 1.ª edição (2020) - Greta Thunberg, ativista climática[2][3]
- 2.ª edição (2021) - Global Covenant of Mayors for Climate & Energy
- 3.ª edição (2022) - IPCC & IPBES
- 4.ª edição (2023) - Bandi "Janggut", Cécile Ndjebet e Lélia Salgado
- 5.ª edição (2024) - Andhra Pradesh Community Managed Natural Farming, Rattan Lal e SEKEM